# Jackpot (film)
Jackpot är en svensk TV-film från 1980 i regi av Kjell Sundvall. Filmen visades i TV för första gången den 1 oktober samma år och har därefter visats ytterligare två gånger: 1981 och 1987.

## Handling
Kurre arbetar inofficiellt som flyttkarl hos en oseriös firma som betalar svarta löner. Han och vännen Burt samtalar om livet. Det blev inte riktigt som de tänkt, men Burt erbjuder Kurre jobb på sin rörfirma. Innan något blir av avlider dock Burt hastigt och oväntat. Genom jobbet träffar Kurre änkan Elsa vilket blir något av en nytändning, men han får svårt att göra upp med sitt gamla liv. Efter att ha råkat ut för en olycka på arbetet och chefen vägrar hjälpa till fattar han ett drastiskt beslut.

## Rollista
- Tommy Johnson - Kurt "Kurre" Karlsson
- Margreth Weivers - Elsa
- Ingvar Hirdwall - Sven, chef på flyttfirman
- Sissi Kaiser - Klara
- Roland Janson - Burt
- Hans V. Engström - Allan
- Lena Dahlman - Rigmor
- Niels Dybeck - Bertil
- Tomas Laustiola - Pekka
- Carl Billquist - man med tavlor
- Sören Hagdahl - Bosse
- Marrit Ohlsson - dam på posten
- Svea Holst - fru Isaksson
- Rolf Skoglund - man som vinner vid travbanan

### Fotnoter
1. ↑  ”Jackpot”. Svensk Filmdatabas. http://www.sfi.se/sv/svensk-filmdatabas/Item/?itemid=35947&type=MOVIE&iv=Basic&ref=/templates/SwedishFilmSearchResult.aspx?id%3d1225%26epslanguage%3dsv%26searchword%3djackpot%26type%3dMovieTitle%26match%3dBegin%26page%3d1%26prom%3dFalse. Läst 23 juli 2012.